# Romain Perraud
Romain Paul Jean-Michel Perraud (* 22. září 1997 Toulouse) je francouzský profesionální fotbalista, který hraje na pozici levého obránce za španělský klub Real Betis. Je bývalý francouzský mládežnický reprezentant.

## Klubová kariéra
Perraud se narodil v Toulouse v roce 1997 a svou mládežnickou kariéru zahájil v místním klubu Blagnac FC v roce 2007. Následně prošel akademiemi klubů Toulouse Fontaines Club a US Colomiers Football před příchodem do OGC Nice.

### Nice
V roce 2014 se Perraud připojil k týmu mládeži OGC Nice. O dva roky později se připojil k A-týmu a 8. prosince 2016 Perraud debutoval v dresu Nice, a to v posledním zápase základní skupiny Evropské ligy UEFA 2016/17 proti FK Krasnodar na stadionu Allianz Riviera, když odehrál celých 90 minut. Ve zápase francouzské Ligue 1 se poprvé objevil 21. ledna 2018, když nastoupil na poslední minutu utkání proti AS Saint-Étienne. Jednalo se o jeho jediné utkání v dresu Nice ve francouzské nejvyšší soutěži. V sezóně ještě odehrál dvě utkání v Evropské lize, nejprve v základní skupině proti Vitesse nastoupil na dvě poslední minuty a poté odehrál celé odvetné utkání šestnáctifinále proti ruskému Lokomotivu Moskva; v obou zápasech Nice prohrálo 0:1.

#### Paris FC (hostování)
V srpnu 2018 odešel Perraud na celoroční hostování do druholigového Paris FC. Debutoval 14. září 2018 při bezbrankové remíze s AC Ajaccio. O osm dní později vstřelil Perraud svůj první gól v klubu, a to při výhře 2:1 nad FC Metz. V průběhu celé sezóny odehrál 32 ligových utkání, když v základní sestavě nechyběl od svého debutu, ve kterých vstřelil 5 branek. Paris FC skončil v tabulce na konečné 4. příčce, což klubu zajistilo účast v postupovém play-off; v prvním kole však podlehli po penaltovém rozstřelu RC Lens, přičemž právě Perraud byl jediným z 10 exekutorů, který svoji penaltu neproměnil.

### Brest
Dne 17. července 2019 přestoupil Perraud do Stade Brestois za částku okolo 2 milionů euro. V klubu podepsal čtyřletou smlouvu. 10. srpna 2019 v klubu debutoval, a to při remíze 1:1 proti Toulouse. Ve své první sezóně v klubu, která byla zkrácena kvůli pandemii covidu-19, odehrál 20 ligových utkání.
Svou první ligovou branku v dresu Brestu vstřelil 13. září, a to do sítě Dijonu. V zápase, který skončil 2:0 ještě asistoval na branku Irvina Cardony. V následujícím ligovém kole si opět připsal dva kanadské body, a to po vstřelené brance a asistenci v utkání proti FC Lorient. V sezóně dal ještě jeden gól, 8. listopadu se prosadil do sítě budoucích šampiónů Lille OSC, při výhře 3:2.

### Southampton
Dne 2. července 2021 přestoupil Perraud, po dvou sezónách v dresu Brestu, do anglického Southamptonu za 12 milionů euro; v klubu podepsal čtyřletou smlouvu. V Premier League debutoval 14. srpna 2021 v zápase proti Evertonu.

## Statistiky
K 21. září 2021
| Klub             | Sezóna  | Liga           | Liga   | Liga | Národní pohár | Národní pohár | Ligový pohár | Ligový pohár | Evropské poháry | Evropské poháry | Celkem | Celkem |
| Klub             | Sezóna  | Liga           | Zápasy | Góly | Zápasy        | Góly          | Zápasy       | Góly         | Zápasy          | Góly            | Zápasy | Góly   |
| ---------------- | ------- | -------------- | ------ | ---- | ------------- | ------------- | ------------ | ------------ | --------------- | --------------- | ------ | ------ |
| Nice             | 2016/17 | Ligue 1        | 0      | 0    | 0             | 0             | 0            | 0            | 1               | 0               | 1      | 0      |
| Nice             | 2017/18 | Ligue 1        | 1      | 0    | 0             | 0             | 0            | 0            | 2               | 0               | 3      | 0      |
| Nice             | Celkem  | Celkem         | 1      | 0    | 0             | 0             | 0            | 0            | 3               | 0               | 4      | 0      |
| Paris FC (host.) | 2018/19 | Ligue 2        | 33     | 5    | 1             | 0             | 0            | 0            | —               | —               | 34     | 5      |
| Stade Brestois   | 2019/20 | Ligue 1        | 20     | 0    | 1             | 0             | 3            | 0            | —               | —               | 24     | 0      |
| Stade Brestois   | 2020/21 | Ligue 1        | 36     | 3    | 1             | 0             | —            | —            | —               | —               | 37     | 3      |
| Stade Brestois   | Celkem  | Celkem         | 56     | 3    | 2             | 0             | 3            | 0            | —               | —               | 61     | 3      |
| Southampton      | 2021/22 | Premier League | 4      | 0    | 0             | 0             | 1            | 0            | —               | —               | 5      | 0      |
| Celkem           | Celkem  | Celkem         | 94     | 8    | 3             | 0             | 4            | 0            | 3               | 0               | 104    | 8      |